# Saltos ornamentais nos Jogos Olímpicos de Verão de 1924
Os saltos ornamentais nos Jogos Olímpicos de Verão de 1924 foi realizado em Paris, na França, com cinco eventos disputados.

## Eventos dos saltos ornamentais
Masculino: Trampolim de 3 metros | Plataforma de 10 metros | Salto simples em altura

Feminino: Trampolim de 3 metros | Salto simples em altura

## Masculino

### Trampolim de 3 metros masculino
| Pos. | País                 | Atletas           |
| ---- | -------------------- | ----------------- |
|      | Estados Unidos (USA) | Albert White      |
|      | Estados Unidos (USA) | Peter Desjardins  |
|      | Estados Unidos (USA) | Clarence Pinkston |

#### Primeira fase
Os três saltadores com o maior número de pontos em cada eliminatória avançaram a final.
Eliminatória 1
| Pos. | Saltador              | Pontos |
| ---- | --------------------- | ------ |
| 1    | USA Clarence Pinkston | 672    |
| 2    | AUS Dick Eve          | 522.3  |
| 3    | SWE Curt Sjöberg      | 523    |
| 4    | FRA Rémy Weil         | 497.9  |
| 5    | NED Hendrik Lotgering | 459.2  |
| 6    | GBR Eric MacDonald    | 433.2  |

Eliminatória 2
| Pos. | Saltador              | Pontos |
| ---- | --------------------- | ------ |
| 1    | USA Albert White      | 681.9  |
| 2    | SWE Adolf Hellquist   | 494.5  |
| 3    | NED Henri Hemsing     | 455.2  |
| 4    | GBR Gregory Matveieff | 414.1  |
| 5    | FRA Antoine Jacob     | 425.4  |
| 6    | SUI Arthur Bischoff   | 385    |

Eliminatória 3
| Pos. | Saltador             | Pontos |
| ---- | -------------------- | ------ |
| 1    | USA Peter Desjardins | 662.8  |
| 2    | SWE Edmund Lindmark  | 557    |
| 3    | TCH Julius Balasz    | 488    |
| 4    | FRA Pierre Raeth     | 455.5  |
| 5    | FIN Atte Lindqvist   | 398.8  |

#### Final
| Pos. | Saltador              | Pontos |
| ---- | --------------------- | ------ |
| 1    | USA Albert White      | 696.4  |
| 2    | USA Peter Desjardins  | 693.2  |
| 3    | USA Clarence Pinkston | 653    |
| 4    | SWE Edmund Lindmark   | 599.1  |
| 5    | AUS Dick Eve          | 564.3  |
| 6    | SWE Adolf Hellquist   | 3544.9 |
| 7    | SWE Curt Sjöberg      | 538.3  |
| 8    | NED Henri Hemsing     | 490.8  |
| 9    | TCH Julius Balasz     | 463.1  |

### Plataforma de 10 metros masculino
| Pos. | País                 | Atletas           |
| ---- | -------------------- | ----------------- |
|      | Estados Unidos (USA) | Albert White      |
|      | Estados Unidos (USA) | David Fall        |
|      | Estados Unidos (USA) | Clarence Pinkston |

#### Primeira fase
Os três saltadores com o maior número de pontos em cada eliminatória avançaram a final.
Eliminatória 1
| Pos. | Saltador              | Pontos |
| ---- | --------------------- | ------ |
| 1    | USA Clarence Pinkston | 507.5  |
| 2    | SWE Erik Adlerz       | 475.2  |
| 3    | FRA Eugene Lenormand  | 435.6  |
| 4    | ITA Luigi Canguillo   | 398.8  |
| 5    | GBR Eric MacDonald    | 345.5  |
| 6    | NED Hendrik Lotgering | 303    |
| 7    | ESP Santiago Ulio     | 204.8  |

Eliminatória 2
| Pos. | Saltador                | Pontos |
| ---- | ----------------------- | ------ |
| 1    | USA Albert White        | 491.8  |
| 2    | SWE Helge Öberg         | 435.4  |
| 3    | FIN Hannes Karkkainen   | 408.2  |
| 4    | GBR Albert Knight       | 394.5  |
| 5    | BEL Albert van Heymbeek | 354.3  |
| 6    | FRA Étienne Vincent     | 354    |

Eliminatória 3
| Pos. | Saltador                | Pontos |
| ---- | ----------------------- | ------ |
| 1    | USA David Fall          | 472.9  |
| 2    | SWE Adolf Hellquist     | 442.8  |
| 3    | DEN Sven Palle Sørensen | 400    |
| 4    | FRA André Cochinal      | 374.2  |
| 5    | FIN Lauri Kyöstilä      | 363.4  |
| 6    | NED Henri Hemsing       | 306    |
| 7    | ESP António Tort        | 229.4  |

#### Final
| Pos. | Saltador                | Pontos |
| ---- | ----------------------- | ------ |
| 1    | USA Albert White        | 487.3  |
| 2    | USA David Fall          | 486.5  |
| 3    | USA Clarence Pinkston   | 473    |
| 4    | SWE Erik Adlerz         | 468.9  |
| 5    | FRA Eugene Lenormand    | 437.7  |
| 6    | SWE Helge Öberg         | 429    |
| 7    | DEN Sven Palle Sørensen | 404.6  |
| 8    | SWE Adolf Hellquist     | 403.2  |
| 9    | FIN Hannes Karkkainen   | 380.9  |

### Salto simples em altura masculino
| Pos. | País               | Atletas       |
| ---- | ------------------ | ------------- |
|      | Austrália (AUS)    | Dick Eve      |
|      | Suécia (SWE)       | John Jansson  |
|      | Grã-Bretanha (GBR) | Harold Clarke |

#### Primeira fase
Os três saltadores com o maior número de pontos em cada eliminatória avançaram a final.
Eliminatória 1
| Pos. | Saltador                | Pontos |
| ---- | ----------------------- | ------ |
| 1    | AUS Dick Eve            | 157    |
| 2    | USA Peter Desjardins    | 155    |
| 3    | FRA Raymond Vincent     | 155    |
| 4    | SWE Erik Adlerz         | 151    |
| 5    | FIN Yrjö Valkama        | 150    |
| 6    | GBR Albert Dicken       | 141    |
| 7    | DEN Sven Palle Sørensen | 125    |
| 8    | BEL Albert van Heymbeek | 118    |
| 9    | ESP Francisco Ortiz     | 117    |

Eliminatória 2
| Pos. | Saltador              | Pontos |
| ---- | --------------------- | ------ |
| 1    | SWE Arvid Wallman     | 165    |
| 2    | USA Clarence Pinkston | 157    |
| 3    | GBR Albert Knight     | 156    |
| 4    | DEN V. Otzen          | 137    |
| 5    | FRA Georges Garreau   | 127    |
| 6    | FIN Hugo Koivuniemi   | 123    |
| 7    | NED Hendrik Lotgering | 116    |
| 8    | ESP António Tort      | 90     |

Eliminatória 3
| Pos. | Saltador            | Pontos |
| ---- | ------------------- | ------ |
| 1    | USA Harold Clarke   | 162    |
| 2    | USA Benjamin Thrash | 146    |
| 3    | SWE John Jansson    | 144    |
| 4    | FRA E. Dauvet       | 147    |
| 5    | DEN Herold Janssen  | 141    |
| 6    | FIN Jussi Elo       | 141    |
| 7    | ESP Santiago Ulio   | 102    |
| 8    | NED Henri Hemsing   | 94     |

#### Final
| Pos. | Saltador              | Pontos |
| ---- | --------------------- | ------ |
| 1    | AUS Dick Eve          | 160    |
| 2    | SWE John Jansson      | 157    |
| 3    | GBR Harold Clarke     | 158    |
| 4    | USA Benjamin Thrash   | 145    |
| 5    | FRA Raymond Vincent   | 144    |
| 6    | USA Peter Desjardins  | 141    |
| 7    | GBR Albert Knight     | 137    |
| 8    | SWE Arvid Wallman     | 136    |
| 9    | USA Clarence Pinkston | 125    |

## Feminino

### Trampolim de 3 metros feminino
| Pos. | País                 | Atletas                   |
| ---- | -------------------- | ------------------------- |
|      | Estados Unidos (USA) | Elizabeth Becker-Pinkston |
|      | Estados Unidos (USA) | Aileen Riggin             |
|      | Estados Unidos (USA) | Caroline Fletcher         |

#### Primeira fase
As três saltadoras com o maior número de pontos em cada eliminatória avançaram a final.
Eliminatória 1
| Pos. | Saltadora                     | Pontos |
| ---- | ----------------------------- | ------ |
| 1    | USA Elizabeth Becker-Pinkston | 482.4  |
| 2    | USA Aileen Riggin             | 439.3  |
| 3    | AUT Klara Bornett             | 417.4  |
| 4    | SWE Märta Johansson           | 377.8  |
| 5    | FRA Lucienne Lenormand        | 313    |
| 6    | NED Geertruida Klapwijk       | 287.3  |
| 7    | GBR Catherine O'Brien         | 258.8  |
| 8    | FRA Eve Briollet              | 235.2  |

Eliminatória 2
| Pos. | Saltadora                 | Pontos |
| ---- | ------------------------- | ------ |
| 1    | USA Caroline Fletcher     | 446.6  |
| 2    | SWE Signe Johansson       | 421.7  |
| 3    | SWE Eva Ollivier          | 408.8  |
| 4    | AUT Viktoria Sölkner      | 362.9  |
| 5    | GBR Amelia Hudson         | 345.2  |
| 6    | FRA Suzanne Raeth         | 274    |
| 7    | NED Hendrika Bante        | 270.6  |
| 8    | GBR Gladys Luscombe       | 244    |
| 9    | TCH Ludmila Krongeigerova | 233.2  |

#### Final
| Pos. | Saltadora                     | Pontos |
| ---- | ----------------------------- | ------ |
| 1    | USA Elizabeth Becker-Pinkston | 474.5  |
| 2    | USA Aileen Riggin             | 460.4  |
| 3    | USA Caroline Fletcher         | 436.4  |
| 4    | SWE Eva Ollivier              | 425.8  |
| 5    | SWE Signe Johansson           | 412.6  |
| 6    | AUT Klara Bornett             | 370.2  |

### Salto simples em altura feminino
| Pos. | País                 | Atletas                   |
| ---- | -------------------- | ------------------------- |
|      | Estados Unidos (USA) | Caroline Smith            |
|      | Estados Unidos (USA) | Elizabeth Becker-Pinkston |
|      | Suécia (SWE)         | Hjördis Töpel             |

#### Primeira fase
As três saltadoras com o maior número de pontos em cada eliminatória avançaram a final.
Eliminatória 1
| Pos. | Saltadora                     | Pontos |
| ---- | ----------------------------- | ------ |
| 1    | USA Elizabeth Becker-Pinkston | 161    |
| 2    | SWE Hjördis Töpel             | 159    |
| 3    | FRA Helen Meany               | 154    |
| 4    | GBR Verral Newman             | 152    |
| 5    | SWE Eva Ollivier              | 148    |
| 6    | GBR Eileen Armstrong          | 141    |

Eliminatória 2
| Pos. | Saltadora                  | Pontos |
| ---- | -------------------------- | ------ |
| 1    | USA Caroline Smith         | 160    |
| 2    | GBR Isabella White         | 150    |
| 3    | DEN Edith Bechmann-Nielsen | 128    |
| 4    | AUT Margarete Adler        | 125    |
| 5    | BEL Sophie Hennebert       | 118    |

#### Final
| Pos. | Saltadora                     | Pontos |
| ---- | ----------------------------- | ------ |
| 1    | USA Caroline Smith            | 166    |
| 2    | USA Elizabeth Becker-Pinkston | 167    |
| 3    | SWE Hjördis Töpel             | 164    |
| 4    | DEN Edith Bechmann-Nielsen    | 157    |
| 5    | FRA Helen Meany               | 148    |
| 6    | GBR Isabella White            | 140    |

## Quadro de medalhas
| Ordem | País               | Medalha de ouro | Medalha de prata | Medalha de bronze | Total |
| ----- | ------------------ | --------------- | ---------------- | ----------------- | ----- |
| 1     | USA Estados Unidos | 4               | 4                | 3                 | 11    |
| 2     | AUS Austrália      | 1               | 0                | 0                 | 1     |
| 3     | SWE Suécia         | 0               | 1                | 1                 | 2     |
| 4     | GBR Grã-Bretanha   | 0               | 0                | 1                 | 1     |